# Bernabé Martí
Pour les articles homonymes, voir Martí.
Bernabé Martínez Remacha, dit Bernabé Martí (né à Villarroya de la Sierra (Saragosse) le 14 novembre 1928 et mort à Barcelone le 18 mars 2022), est un artiste lyrique espagnol, de tessiture ténor. Il est l'époux de Montserrat Caballé.

## Biographie

### Jeunesse
Bernabé Martinez naît le 14 novembre 1928 dans la localité de Villarroya de la Sierra (comarque de Saragosse). Benjamin d'une famille de paysans, il a cinq frères et sœurs aînés. Vers l'âge de treize ans, il commence à travailler comme éleveur de chèvres. C'est vers cet âge qu'il se rend compte des qualités de sa voix et qu'il rejoint la formation musicale de son village.

### Formation
En 1949, Bernabé Martí intègre le Cœur du Pilar, dirigé par Juan Azagra et Asunción Vitoret, après recommandation du curé paroissial. De 1950 à 1952, il apprend le chant avec José Luis Lloret au Conservatoire de Madrid. En 1953, la Députation Provinciale de Saragosse lui accorde une bourse de 5 000 pesetas annuels. Il se rend en Italie.
En Italie, il poursuit sa formation, d'abord à l'Académie de Sainte Cecilia à Rome, puis dans les académies de Sienne et de Milan (à Milan, sa professeure est la soprano Mercedes Llopart) jusqu'en 1956.
Il chante alors La Bohème, Rigoletto, Faust, La Traviata, Lucia de Lammermoor et Ecuba (opéra italien).

### Carrière opératique
Le 12 octobre 1956 au Teatro Principal de Zaragoza, à l'occasion d'une journée célébrant le folklore d'Aragon, où Bernabé Martí chante quelques airs d'opéra. En 1958, à l'occasion des festivals de Grenade, il interprète La vida breve.
Pendant deux ans, il part en tournée dans plusieurs pays d'Europe, chantant notamment Salomé à l'Opéra de Düsseldorf (en Allemagne de l'Ouest) en 1958. En 1960, au Grand Théâtre de Liceu, il participe à l'opéra La Cabeza de dragon (la tête de dragon) de Ricardo Lamote de Grignon. Dans des théâtres français et allemands, il interprète Carmen et Werther.
En 1962, il chante Rigoletto et l'opéra espagnol Marina. En 1964, il épouse Montserrat Caballé, avec qui il partage certains succès.
Il interprète Manon Lescaut, La bohème en 1963 et 1964, ainsi que Madame Butterfly avec Montserrat Caballé.
À partir de 1965, il va en Amérique, à Buenos Aires (Argentine). Il chante Manon Lescaut dans le Théâtre Colón. Lui et son épouse chantent Aida, Manon Lescaut et La Bohème dans plusieurs capitales sud-américaines. Il chante ensuite aux États-Unis.
Il se retire pour problème de santé, ayant son dernier rôle à Ripoll (Gérone) en 1985.

### Après sa carrière
Pour des raisons de santé, Bernabé Martí vit retiré de la scène depuis 1985.
À partir de 1992, il se rend régulièrement au Concours Montserrat Caballé-Bernabé Martí, créé par l'Œuvre Culturelle de Ibercaja, qui attribue des bourses aux chanteurs prometteurs.

## Famille
Le 14 août 1964, Bernabé Martí épouse Montserrat Caballé (soprano, 1933-2018) au Monastère de Sainte María de Montserrat (Monistrol de Montserrat, Barcelone). Le couple a deux enfants : Bernabé (1966) et Montserrat Martí (soprano) (1972).
Sa petite-fille est Daniela Faidella Martínez (2011), née de sa fille Montserrat et du chef d'entreprise Daniel Faidella.